# クロゾン
クロゾン （Crozon、ブルトン語:Kraozon）は、フランス、ブルターニュ地域圏、フィニステール県のコミューン。

## 地理

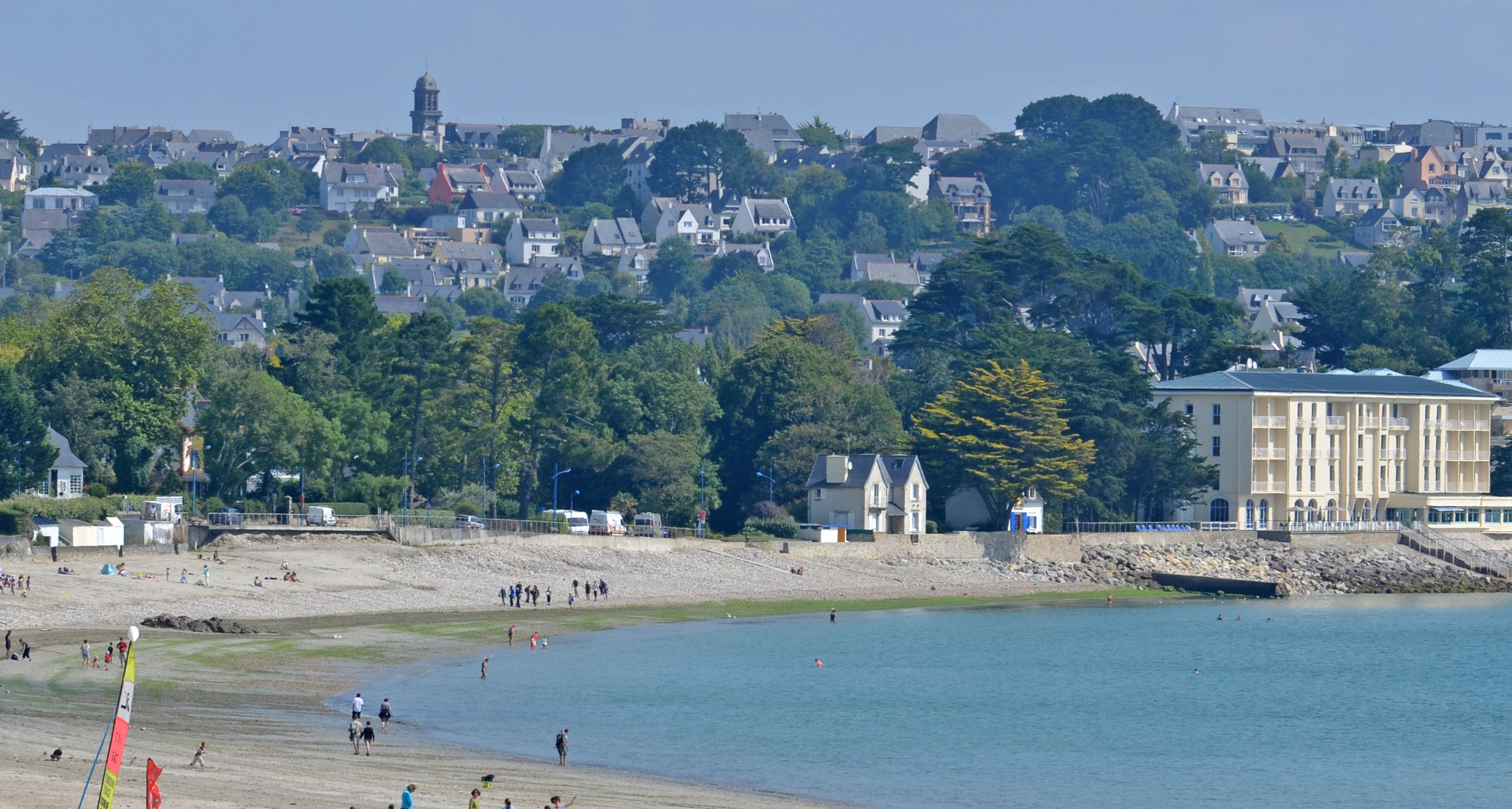
モルガの海水浴場

クロゾンは、クロゾン半島の中心に位置する小郡庁所在地である。半島の面積の大部分がクロゾンで、155箇所の地区や集落を含んでいる。その中には南のリゾート地・モルガ、北はマリーナのあるル・フレがあり、ブレスト港を見下ろしている。
モルガ湾の東側の境はクロゾン市街、西はカゾール岬である。かつてのモルガ港はマグロやイワシの水揚げがされる港だった。漁業資源の枯渇によって、漁港からマリーナに変貌した。

## 由来
クロゾンという名称のブルトン語の語源は不明である。クロゾンは『石』を意味するcarに基づいている（11世紀はCrauthon、12世紀にはCraothonと呼ばれていた）。これは実際にクロゾンのある場所の地質学的特徴に由来する。その後、言語学者ベルナール・タンギは『隆起する』を意味するKrugまたはKrugellを提唱した。すなわち『高地』である。

## 歴史

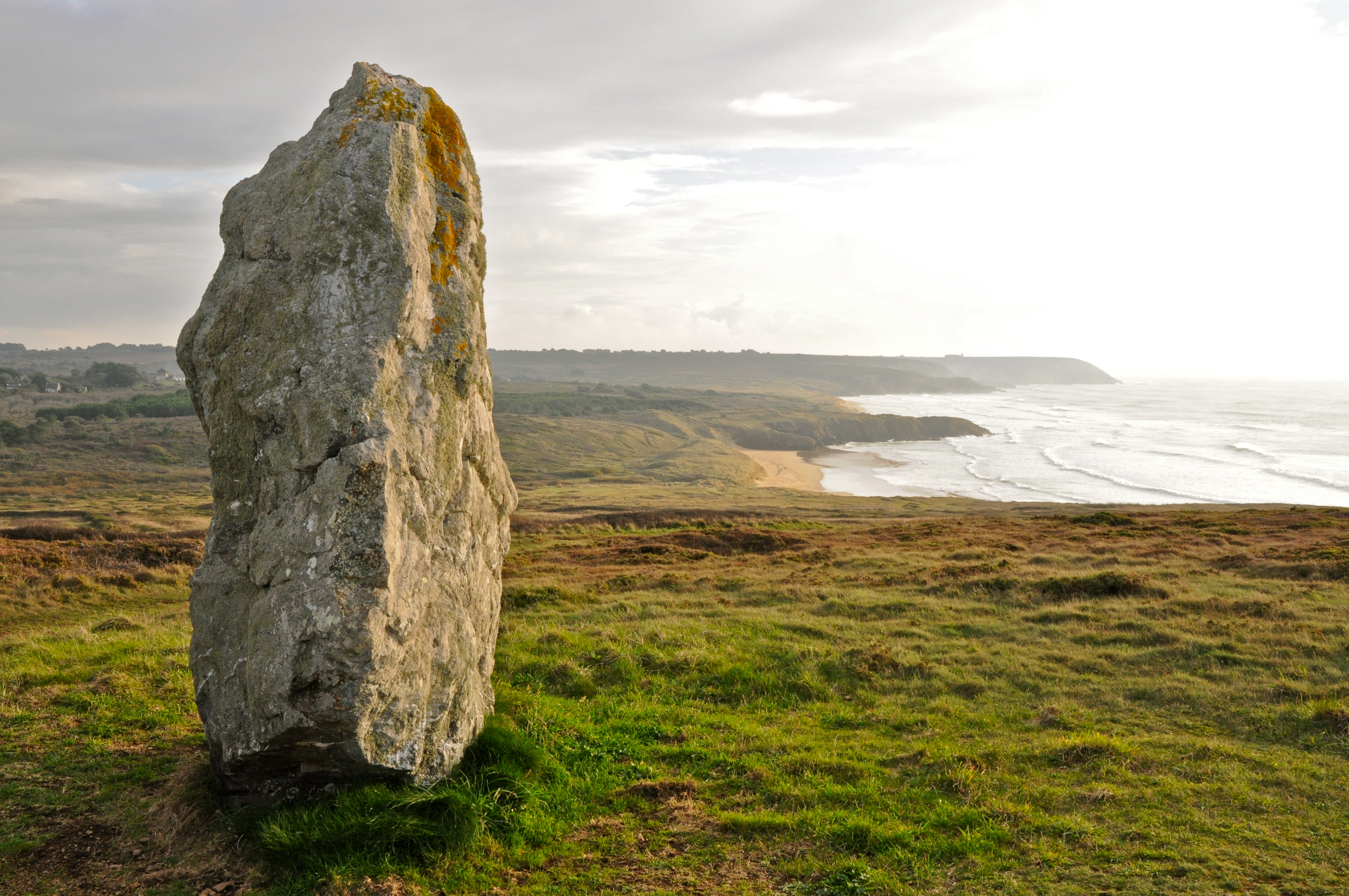
ロスマールのメンヒル

ロスマールの巨石記念物、そしてTy-ar-C'huréは先史時代の建造物である。ロスマールの岬砦は、実際に鉄器時代に人が定住した跡であり、その後ガリアやケルトの人々の避難所として役立っていた。この原史時代の砦は、2つの巨大な堤防で構成され、おそらく溝を囲んで塀が建てられていた。これらの防御施設を背後に住民は、敵の攻撃を受けると避難していたのである。
1543年、ブルターニュ防衛のためやってきたロアン公爵ルネ2世に同行してきたフランス王室のお抱え外科医、アンブロワーズ・パレは、『人々は武装し、あちこちで警鐘が鳴っていた』と記している。人々はイングランド軍上陸の脅威を何とか退けたのだった。ブルターニュで彼は、ブルトン人のレスリングの説明を受ける機会を得ている。

## 人口統計
| 1962年 | 1968年 | 1975年 | 1982年 | 1990年 | 1999年 | 2006年 | 2010年 |
| ------ | ------ | ------ | ------ | ------ | ------ | ------ | ------ |
| 6741   | 6895   | 7297   | 7525   | 7705   | 7535   | 7684   | 7809   |

参照元:1999年までEHESS、2000年以降INSEE

## ブルトン語
2007年の新学期において、コミューンの児童4.1%が二言語学校に在籍していた。

## 姉妹都市
- スライゴー、アイルランド
- プラロニャン＝ラ＝ヴァノワーズ、フランス

## 出身者
- ルイ・ジューヴェ
- ジョセフ・ヴェリ